# WikiBhasha
WikiBhasha — многоязычный инструмент для создания контента для онлайн-энциклопедии Википедия. Инструмент WikiBhasha позволяет редакторам Википедии искать наполнение в других статьях Википедии, переводить его на другие языки, а затем использовать перевод для того, чтобы создавать новые статьи или улучшать уже существующие в других языковых разделах Википедии.
WikiBhasha поддерживает создание контента на более чем 30 языках. Это позволяет легко создавать содержание в не-английской Википедии за счёт использования большого объёма содержания английской Википедии в качестве источника информации. Wikimedia Foundation и Microsoft Research работают в тесном сотрудничестве с сообществами пользователей Википедии, направляя усилия на создание контента на арабском, немецком, хинди, японским, португальском и испанском языками. Слово «Bhasha» означает «язык» во многих североиндийских языках, и связано с малайским и индонезийским словом Bahasa.
Программа похожа на Google Translator Toolkit. Основное различие между ними состоит в том, что WikiBhasha работает в виде надстройки в интерфейсе Wikipedia, в то время как Google инструментарий работает отдельно и требует аккаунт Google.